# Quinta cannae
Quinta cannae är en fjärilsart som beskrevs av Herrich-Schäffer 1869. Quinta cannae ingår i släktet Quinta och familjen tjockhuvuden. Inga underarter finns listade i Catalogue of Life.